# Dalmatinska žutilovka
Dalmatinska žutilovka (dalmatinska košeničica, dračica, žutica dalmatinska, lat. Genista sylvestris Scop. ssp. dalmatica), podvrsta je uskolisne žutilovke G. sylvestris, hrvatski je endem iz porodice mahunarki.
Strogo je zaštićena vrsta koja raste od Cresa do Dubrovnika. Bodlje su joj tvrđe nego kod podvrste sylvestris, koje ne mogu ubosti. Biljka je otrovna i ljekovita, te korisna trajnica koja čuva tlo i izvor je hrane kukcima.

## Sinonimi
- Genista dalmatica Bartl.
- Genista silvestris var. dalmatica (Bartl.)H.Lindb.